# برغنديون

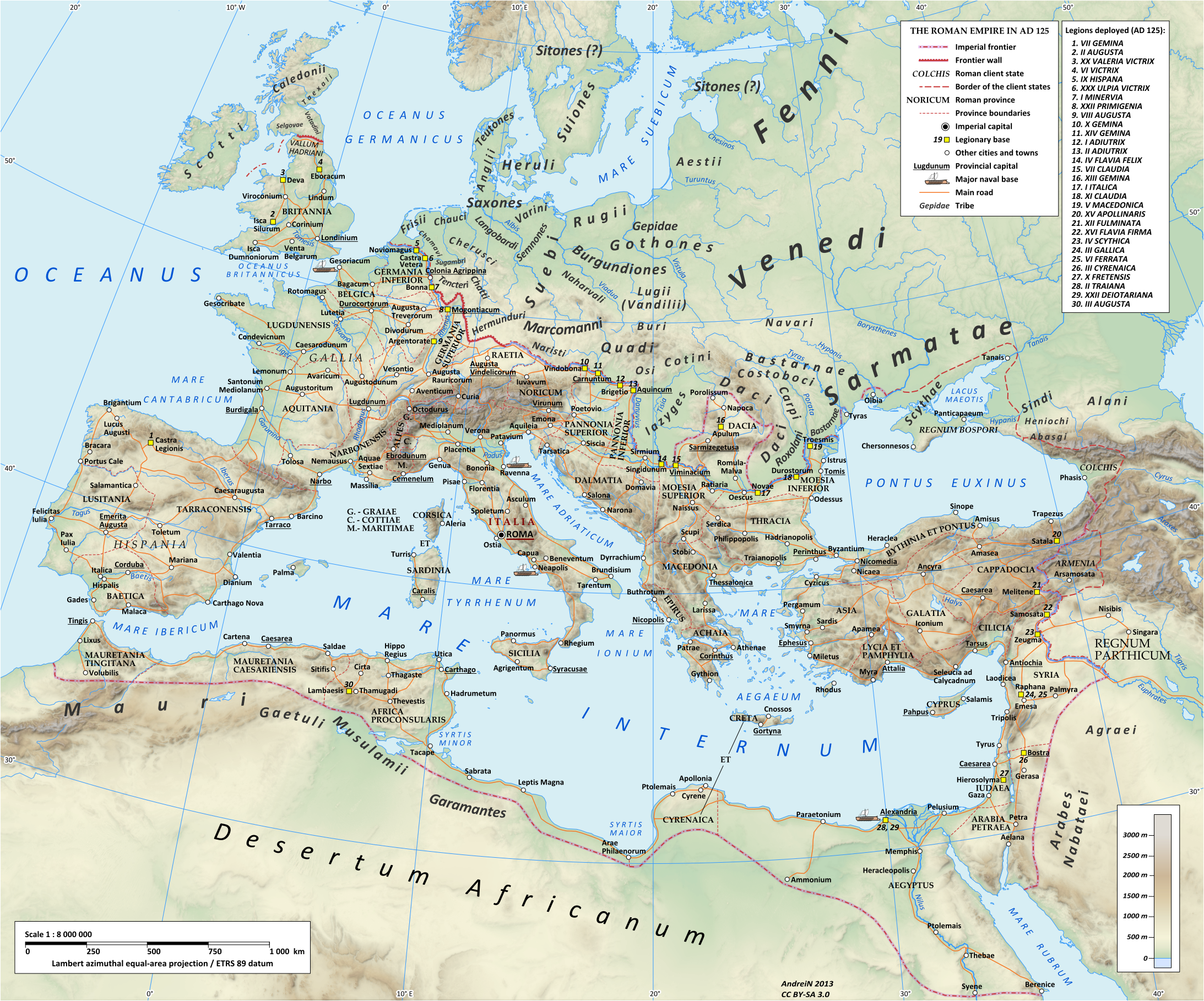
الإمبراطورية الرومانية في عهد هادريان (حكم من 117 إلى 138 ميلادي)، تُظهر موقعًا محتملًا لمجموعة البرغنديين الجرمانية، التي كانت تسكن المنطقة بين نهري فيادوا (أودر) وفيزولا (فيستولا) في بولندا.

البرغنديون (Burgundians)،  هي قبيلة أو مجموعة قبائل جرمانية مبكرة. ظهروا في البداية في منطقة الراين الأوسط شرقًا في القرن الثالث الميلادي، ثم انتقلوا لاحقًا غربًا إلى داخل الإمبراطورية الرومانية، في منطقة بلاد الغال. ووفقًا لكتابات المؤرخين الرومان في القرنين الأول والثاني الميلاديين، فقد ذُكر البرغنديون أو شعب يحمل الاسم نفسه في غرب نهر فيستولا، ضمن منطقة جرمانيا، التي تقع الآن ضمن أراضي بولندا.
ذُكر البرغنديون لأول مرة بالقرب من منطقة الراين إلى جانب قبائل الألاماني، وذلك في الخطبة التمجيدية الحادية عشرة للإمبراطور مكسيميانوس التي أُلقيت في مدينة ترير عام 291م، في إشارة إلى أحداث وقعت ما بين عامي 248 و291م. ويبدو أن هاتين القبيلتين ظلتا متجاورتين لعدة قرون.
بحلول عام 411م، تمكّن البرغنديون من السيطرة على مدن رومانية واقعة على نهر الراين، بين أراضي الفرنجة والألاماني، ومن ضمنها مدن فورمز، وسبير، وستراسبورغ. وفي عام 436م، هزم القائد الروماني أئيتيوس البرغنديين بمساعدة قوات من الهون، ثم قام عام 443م بإعادة توطينهم ضمن أراضي الإمبراطورية في شرق بلاد الغال. وقد تحوّل هذا الإقليم الغالي لاحقًا إلى "مملكة البرغنديين"، التي أصبحت فيما بعد جزءًا من الإمبراطورية الفرنجية. لا يزال اسم المملكة محفوظًا في الإقليم الفرنسي المعروف اليوم باسم بورغوندي، رغم أن المنطقة الحديثة لا تمثل سوى جزء من المملكة التاريخية.
ومن الجدير بالذكر أن فرعًا آخر من البرغنديين انضم إلى جيش أتيلا الهوني بحلول عام 451م.
أما قبل ظهور الأدلة التاريخية الواضحة، فمن المحتمل أن يكون البرغنديون قد هاجروا في الأصل من جزيرة بورنهولم في بحر البلطيق إلى منطقة نهر فيستولا.